# Канеи
Канеи (寛永) је јапанска ера (ненко) која је настала после Гена и пре Шохо ере. Временски је трајала од фебруара 1624. до децембра 1644. године и припадала је Едо периоду. Владајући цареви били су Го Мизуно, Меишо (царица) и Го Комјо. Ера је именована како би се, са годином пацова, обележио почетак новог круга кинеских зодијака. Име ере потиче из изреке 寛広、永長 (која би у грубом преводу значила: "Велика милост, вечити вођа").

## Важнији догађаји Канеи ере
- 1624. (Канеи 1): Почиње изградња храма Хоеи-зан.[2]
- 4. новембар 1626. (Канеи 3, шеснаести дан деветог месеца): Цар Го Мизуно и његова супруга (у пратњи принцезе и блиских дворјана) посећују замак Ниџо.[3]
- 1627. (Канеи 6): Инцидент љубичасте гардеробе. Цар оптужује више од десет свештеника да су носили почасне љубичасте хаљине, упркос забрани шогуна. Шогун је тај едикт донео две године раније највероватније из намере да разбије повезаност између цара и религијских кругова.
- 22. децембар 1629. (Канеи 6, осми дан једанаестог месеца): Цар абдицира у корист своје ћерке Кјоши, касније царице Меишо.[2]
- 14. март 1632. (Канеи 9, двадесетчетврти дан првог месеца): Умире бивши шогун Хидетада.[2]
- 28. фебруар 1633. (Канеи 10, двадесети дан првог месеца): Земљотрес у Одавари (област Сагами).[2]
- 1634. (Канеи 11, седми месец): Шогун Токугава Ијемицу посећује бившег цара Го Мизуна у двору у Мијаку.[4][5] Нешто касније, 22. дана деветог месеца у палати Фукиаге одржан је турнир у борилачким вештинама коју је лично организовао шогун Ијемицу у присуству цара.
- 1635. (Канеи 12): Дипломата из Кореје бива примљен на двор у Кјоту.[2]
- 1637. (Канеи 14): Побуна Шимабара. Јапанци који су прихватили хришћанство као религију буне се против актуелне власти.[2]
- 1638. (Канеи 15): Војним снагама шогуната угушена је побуна хришћана. У њеном процесу убијено је око 37.000 побуњеника чиме је шогунат скоро искоренио новопридошлу религију.[2]
- 1640. (Канеи 17): Шпански брод из Макаа упловљава са делегацијом од 61 човека у Нагасаки. На јапанско тло стижу 6. јула 1640. а већ 9. августа сви су били обезглављени а њихове главе постављене на колчеве.[2]
- 1643. (Канеи 20): Дипломата из Кореје долази у Кјото.[6]
- 10. новембар 1643. (Канеи 20, двадесетдевети дан деветог месеца): У петнаестој години владавине царица Меишо абдицира и трон наслеђује њен брат.[7][8]
- 15. децембар 1643. (Канеи 20, пети дан једанаестог месеца): Устоличење новог јапанског монарха, цара Го Комјоа.[7]